# 法比奥·奥雷利奥
法比奧·奧利里奧·洛迪古斯（Fábio Aurélio Rodrigues，1979年9月24日—），巴西足球運動員，曾經效力英超球會利物浦。場上位置是左閘，亦可推前作左中場。由於他擁有意大利護照，因此在英國工作並不需要特別許可。
出身於巴西球會聖保羅，1997年首次為一隊上陣，曾代表巴西17歲以下、20歲以下及21歲以下國家隊，亦曾參加2000年悉尼奧運足球項目。
在2000年加盟西班牙球會華倫西亞，簽訂6年合約。數年間已上陣96場，主要以後備居多。由於華倫西亞乃現任利物浦教練賓尼迪斯執教過的球會，在賓尼迪斯上任利物浦教練後，奧利里奧遂在合同到期後於2006年8月13日自由轉投利物浦，並於2006年英格蘭慈善盾中首次上陣。奧利里奧的傳中球質素甚高，因而在場上往往被賓尼迪斯指示處理定位球。他的加盟被認為是取代左後衛懷斯的地位，然而加盟利物浦以來受傷不斷，令他只能偶爾為利物浦上陣。
2010年5月25日，奧利里奧被球會拒絕簽署一份依出場次數決定主要薪金的新合約，一度成為自由身球員；最終同年7月31日與球會達成協議，簽約兩年。

## 榮譽
冠軍
 巴西聖保羅
- 聖保羅州聯賽：1998年、2000年

 西班牙華倫西亞
- 西甲：2001-02、2003-04
- 歐洲足協盃：2004年
- 歐洲超級盃：2004年

 英格兰利物浦
- 英格蘭慈善盾：2006年
- 英格蘭聯賽盃: 2011/12年

## 外部連結
- soccerbase奧雷利奧資料 （页面存档备份，存于）
- 利物浦官方網站 奧雷利奧資料
- LFChistory.net 奧雷利奧資料 （页面存档备份，存于）